# Закаріас Таллрот
Закаріас Таллрот (швед. Zakarias Tallroth; нар. 15 листопада 1985, Гесслегольм, комуна Гесслегольм, лен Сконе) — шведський борець греко-римського стилю, бронзовий призер чемпіонату світу, дворазовий чемпіон та срібний призер Північних чемпіонатів.

## Життєпис
Боротьбою почав займатися з 1990 року. У 2000 році став бронзовим призером Північного чемпіонату серед кадетів. У 2005 році став чемпіоном Північного чемпіонату серед юніорів.
Виступав за спортивний клуб «IK Sparta» Мальме. Тренер — Матіас Гентер.

### Родина
Батько Закаріаса Таллрота Роджер теж був борцем. Він — чемпіон та дворазовий срібний призер чемпіонатів Європи, бронзовий призер Кубку світу, срібний призер Олімпійських ігор..

## Спортивні результати на міжнародних змаганнях

### Виступи на Чемпіонатах світу
| Змагання                        | Збірна | Вагова категорія                 | Місце  |
| ------------------------------- | ------ | -------------------------------- | ------ |
| Чемпіонат світу з боротьби 2014 | Швеція | греко-римська боротьба, до 71 кг | 15     |
| Чемпіонат світу з боротьби 2015 | Швеція | греко-римська боротьба, до 71 кг | Бронза |
| Чемпіонат світу з боротьби 2017 | Швеція | греко-римська боротьба, до 71 кг | 32     |

### Виступи на Чемпіонатах Європи
| Змагання                         | Збірна | Вагова категорія                 | Місце |
| -------------------------------- | ------ | -------------------------------- | ----- |
| Чемпіонат Європи з боротьби 2016 | Швеція | греко-римська боротьба, до 71 кг | 16    |
| Чемпіонат Європи з боротьби 2017 | Швеція | греко-римська боротьба, до 71 кг | 13    |

### Виступи на Європейських іграх
| Змагання              | Збірна | Вагова категорія                 | Місце |
| --------------------- | ------ | -------------------------------- | ----- |
| Європейські ігри 2015 | Швеція | греко-римська боротьба, до 71 кг | 10    |

### Виступи на Кубках світу
| Змагання                    | Збірна | Вагова категорія                 | Місце |
| --------------------------- | ------ | -------------------------------- | ----- |
| Кубок світу з боротьби 2015 | Швеція | греко-римська боротьба, до 71 кг | 6     |

### Виступи на інших змаганнях
| Змагання                                                         | Збірна | Вагова категорія                 | Місце  |
| ---------------------------------------------------------------- | ------ | -------------------------------- | ------ |
| Турнір Германа Каре 2012                                         | Швеція | греко-римська боротьба, до 74 кг | 18     |
| Кубок Арво Хаавісто 2012                                         | Швеція | греко-римська боротьба, до 74 кг | 7      |
| Гран-прі Німеччини з боротьби 2013                               | Швеція | греко-римська боротьба, до 74 кг | Бронза |
| Кубок Хапаранди з боротьби 2013                                  | Швеція | греко-римська боротьба, до 74 кг | 11     |
| Тор Мастерс 2014                                                 | Швеція | греко-римська боротьба, до 71 кг | 5      |
| Золотий Гран-прі з боротьби 2014 (Сомбатгей)                     | Швеція | греко-римська боротьба, до 71 кг | 5      |
| Північний чемпіонат з боротьби 2014                              | Швеція | греко-римська боротьба, до 71 кг | Золото |
| Відкритий чемпіонат Стокгольма з боротьби 2014                   | Швеція | греко-римська боротьба, до 71 кг | 5      |
| Гран-прі Німеччини з боротьби 2014                               | Швеція | греко-римська боротьба, до 71 кг | 5      |
| Золотий Гран-прі з боротьби 2014 (Баку)                          | Швеція | греко-римська боротьба, до 71 кг | 15     |
| Гран-прі Парижа з боротьби 2015                                  | Швеція | греко-римська боротьба, до 71 кг | Золото |
| Північний чемпіонат з боротьби 2015                              | Швеція | греко-римська боротьба, до 71 кг | Золото |
| Гран-прі Іспанії з боротьби 2015                                 | Швеція | греко-римська боротьба, до 71 кг | 5      |
| Кубок Владислава Пітласинські 2015                               | Швеція | греко-римська боротьба, до 71 кг | 12     |
| Золотий Гран-прі з боротьби 2015                                 | Швеція | греко-римська боротьба, до 71 кг | 11     |
| Тор Мастерс 2016                                                 | Швеція | греко-римська боротьба, до 66 кг | Срібло |
| Олімпійський кваліфікаційний турнір з боротьби 2016 (Улан-Батор) | Швеція | греко-римська боротьба, до 66 кг | 5      |
| Олімпійський кваліфікаційний турнір з боротьби 2016 (Стамбул)    | Швеція | греко-римська боротьба, до 66 кг | 11     |
| Північний чемпіонат з боротьби 2017                              | Швеція | греко-римська боротьба, до 71 кг | Бронза |
| Кубок Владислава Пітласинські 2017                               | Швеція | греко-римська боротьба, до 71 кг | 18     |

### Виступи на змаганнях молодших вікових груп
| Змагання                                          | Збірна | Вагова категорія                 | Місце  |
| ------------------------------------------------- | ------ | -------------------------------- | ------ |
| Північний чемпіонат з боротьби серед кадетів 2000 | Швеція | греко-римська боротьба, до 42 кг | Бронза |
| Північний чемпіонат з боротьби серед юніорів 2005 | Швеція | греко-римська боротьба, до 66 кг | Золото |